# Howenia
Howenia (Hovenia Thunberg) – rodzaj roślin należący do rodziny szakłakowatych. Obejmuje trzy gatunki występujące w lasach Azji południowej i wschodniej (od Indii po Japonię). Mięsiste szypułki owoców, po dojrzeniu czerwone, są jadalne, a po przymrozkach – słodkie. 

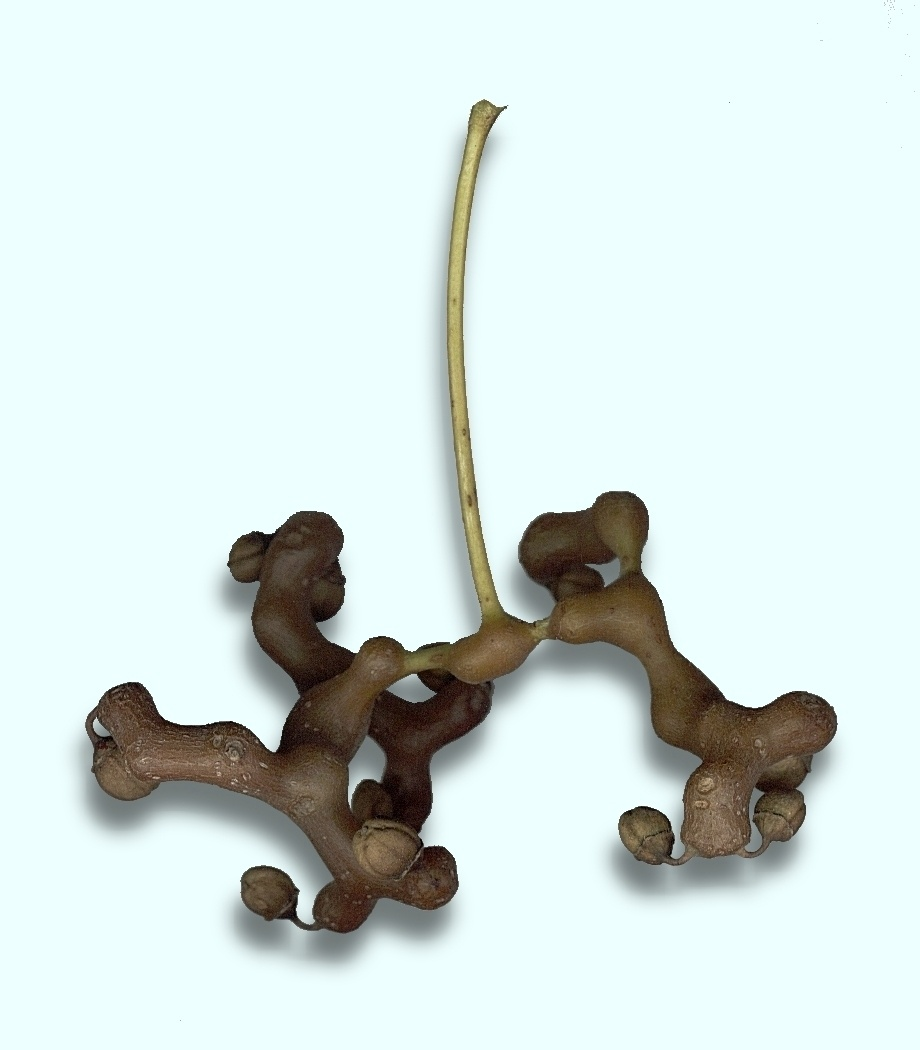
Owocostan Hovenia dulcis

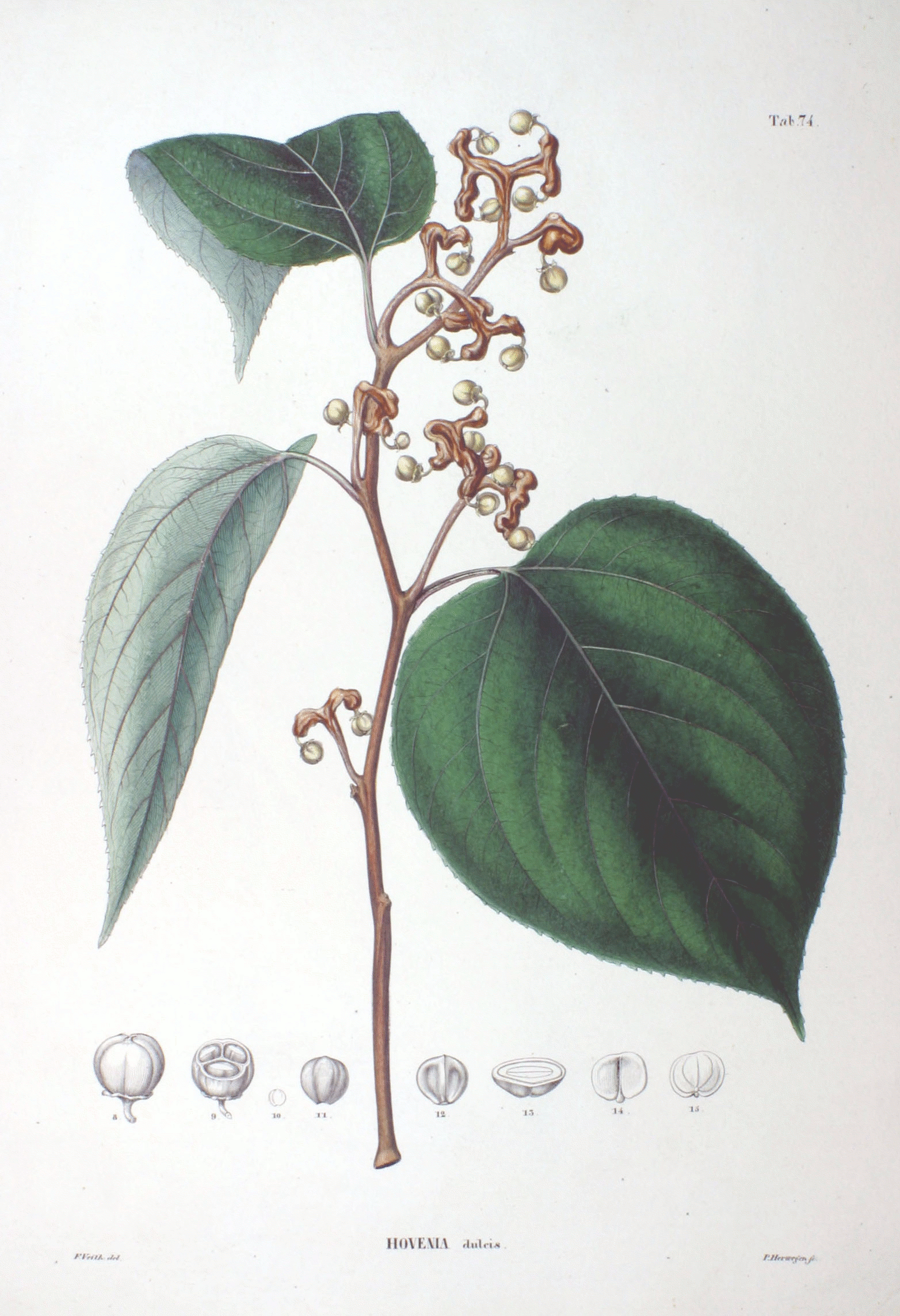
Pęd Hovenia dulcis

## Morfologia
PokrójLiściaste drzewa do 25 m wysokości, rzadko krzewy o pędach za młodu owłosionych lub filcowatych, bezcierniowe.
LiścieNaprzemianległe, długoogonkowe. Z nasady blaszki wychodzą 3 główne żyłki wiązek przewodzących dalej z 4-8 parami żyłek drugiego rzędu. Blaszka na brzegu falisto, tępo piłkowana.
KwiatyObupłciowe, 5-krotne, zebrane w szczytowe lub kątowe wiechy. Kielich półkolisty, zrosły u nasady, na szczycie z trójkątnymi działkami. Płatki korony eliptyczne do jajowatych, u nasady z krótkim paznokciem, białe lub żółto-zielone. Zawinięte wokół pręcików, których jest 5. Zalążnia wpółdolna lub górna, 3-komorowa, w każdej komorze z pojedynczym zalążkiem. Otoczona grubym, mięsistym i zwykle gęsto owłosionym dyskiem. Szyjka słupka dwu- lub trójdzielna.
OwocePestkowiec nagi lub gęsto owłosiony, z trwałym kielichem u nasady, na szczycie ze szczątkami słupka. Mezokarp skórzasty. Owoce osadzone na mięsistych szypułach. Zawierają po 3 spłaszczone nasiona, błyszczące, ciemne, często z drobnymi zagłębieniami.

## Systematyka
Pozycja systematyczna według APweb (aktualizowany system APG III z 2009)
Rodzaj należący do plemienia Paliureae, rodziny szakłakowatych (Rhamnaceae L.), rzędu różowców, kladu różowych w obrębie okrytonasiennych.
Jest blisko spokrewniony z rodzajem Colubrina.
Wykaz gatunków
- Hovenia acerba Lindl.
- Hovenia dulcis Thunb. – howenia słodka
- Hovenia trichocarpa Chun & Tsiang